# Prince de Pontecorvo
 (novembre 2024).
Si vous disposez d'ouvrages ou d'articles de référence ou si vous connaissez des sites web de qualité traitant du thème abordé ici, merci de compléter l'article en donnant les références utiles à sa vérifiabilité et en les liant à la section « Notes et références ».
Pour les articles homonymes, voir Pontecorvo.

Armoiries de Jean-Baptiste Bernadotte, maréchal d'Empire.

Le titre de prince de Pontecorvo (ou Ponte-Corvo) et de l'Empire fut créé, le 5 juin 1806, par l'empereur Napoléon Ier au profit du maréchal Jean-Baptiste Bernadotte. Le titre passa ensuite, en 1812, au prince Lucien Murat, neveu de l'empereur et deuxième fils du roi de Naples Joachim Napoléon Ier.
Le titre de prince de Pontecorvo est aujourd'hui un titre de courtoisie attaché au fils aîné du prince Murat.

## Histoire
Le titre de « prince de Pontecorvo » fait référence à la ville italienne de Pontecorvo, située dans la province de Frosinone, dans le Latium. De  1463 aux années 1860, la ville et ses alentours forment une enclave des États pontificaux dans le royaume de Naples.

Armoiries de la ville de Pontecorvo.

Après avoir été proclamé roi d’Italie en 1805, Napoléon Ier fait, par décret du 5 juin 1806, le maréchal Bernadotte prince de Pontecorvo et de l'Empire. La principauté est alors théoriquement souveraine, mais le prince se doit de prêter serment entre les mains de l'Empereur (« Notre cousin le maréchal Bernadotte prêtera en nos mains, et en sadite qualité de prince et duc de Ponte-Corvo, le serment de nous servir en bon et loyal sujet. »).
Élu prince héritier de Suède par les États généraux d’Örebro, le 21 août 1810, et adopté officiellement par le roi Charles XIII de Suède, le 5 novembre 1810, Bernadotte doit cependant, selon le nouvel acte de succession du 26 septembre 1810, se séparer dans un premier temps de sa principauté, puis de ses biens italiens et français pour payer les dettes de la Suède occasionnées par sa participation à la sixième coalition en 1813. Il fut plus tard partiellement indemnisé par la constitution du fonds de la Guadeloupe. Pontecorvo fut alors rattachée à la couronne (Premier Empire). Néanmoins, les armoiries de Pontecorvo font depuis partie du blason de la famille royale de Suède, la dynastie Bernadotte.
Le 5 décembre 1812, Napoléon élève, par décret impérial, son neveu Lucien, déjà prince de Naples et fils cadet de Joachim Murat, au titre de prince de Pontecorvo. Ses héritiers portent depuis le titre de « prince Murat ». Le titre de prince de Pontecorvo est encore utilisé de nos jours, à titre de courtoisie, par l’héritier du prince Murat.
En 1815, la principauté de Pontecorvo fut rendue au Saint-Siège, lequel la conserva jusqu'en 1860, date à laquelle elle fut intégrée au Piémont-Sardaigne.

## Liste des princes de Pontecorvo

### Princes souverains
1. 1806-1810 : Jean-Baptiste Bernadotte (26 janvier 1763 - Pau 8 mars 1844 - Stockholm), maréchal de l'Empire (29 floréal an XII : 19 mai 1804), prince de Pontecorvo et de l'Empire (5 juin 1806 - 21 août 1810), prince héritier de Suède (21 août 1810), prince héritier de Norvège (14 janvier 1814), roi de Suède et de Norvège (5 février 1818 - 8 mars 1844) ;
2. 1812-1815 : Lucien Murat (16 mai 1803 - Milan 10 avril 1878 - Paris), prince français, prince de Naples, prince de Pontecorvo et de l'Empire (5 décembre 1812 - 1815), 3e prince Murat, avec le prédicat d'altesse (inclus avec sa famille dans le cadre de la « famille civile de l'Empereur » en vertu de l'article 6 de la Constitution impériale, et par décret impérial des 21 et 30 juin 1853).

### Titre de courtoisie
1. 1847-1878 : Joachim Murat (1834-1901) (fils du précédent) ;
2. 1878-1901 : Joachim Murat (1856-1932) (fils du précédent) ;
3. 1901-1932 : Joachim Murat (1885-1938) (fils du précédent) ;
4. 1932-1944 : Joachim Murat (1920-1944) (fils du précédent) ;
5. 1944-1973 : Joachim Murat (1944) (fils du précédent) ;
6. à partir de 1973 : Joachim Murat (1973) (fils du précédent).